# 15 Warmińsko-Mazurska Dywizja Zmechanizowana

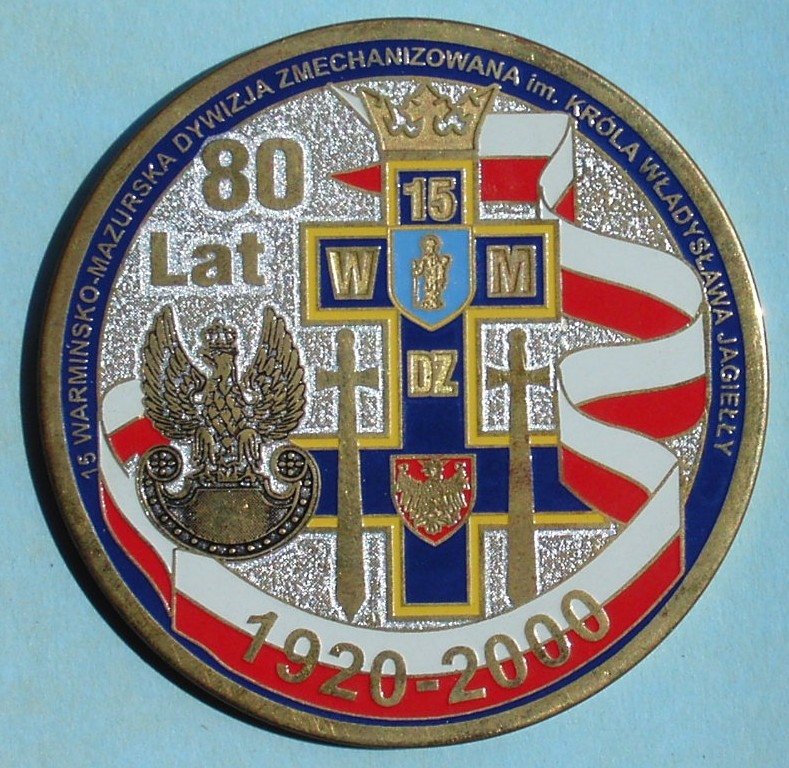
Medal pamiątkowy dywizji

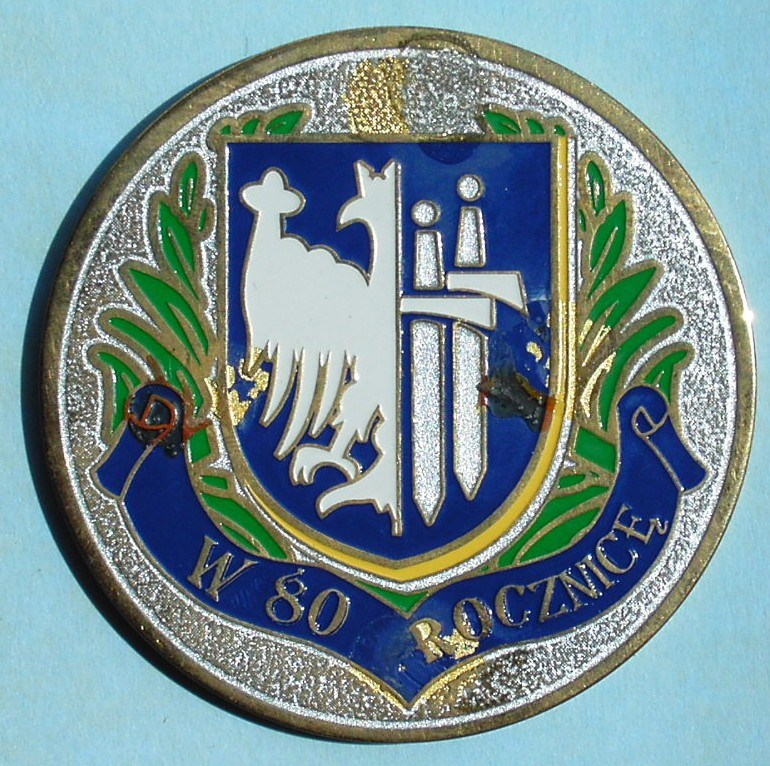
Medal pamiątkowy dywizji (rewers)

15 Warmińsko-Mazurska Dywizja Zmechanizowana im. Króla Władysława Jagiełły (15 DZ) – związek taktyczny wojsk zmechanizowanych Sił Zbrojnych RP

## Formowanie i zmiany organizacyjne
W 1954, w wyniku zmian restrukturyzacyjnych w Wojsku Polskim, 15 Dywizja Piechoty przeformowana została w 15 Dywizję Zmechanizowaną im. Gwardii Ludowej. W 1988 dywizję rozformowano, a na jej bazie powstała 15 Baza Materiałowo-Techniczna (15 BMT). 
Od 1 września 1993, w oparciu o 15 BMT,  rozpoczęto powtórne formowanie 15 Dywizji Zmechanizowanej. Dywizję organizowano wg struktury brygadowej. W 2000, w wyniku zmniejszania liczebności Sił Zbrojnych RP, dywizja została rozformowana. Niektóre jednostki podporządkowano innym dywizjom.

## Tradycje
15 lipca 1994 dywizja otrzymała nazwę wyróżniającą „Warmińsko–Mazurska”, imię patrona „Króla Władysława Jagiełły” oraz przyjęła dziedzictwo tradycji:
- 5 pułk strzelców Wielkopolskich 1918–1919
- 6 pułk strzelców Wielkopolskich 1918–1919
- 7 pułk strzelców Wielkopolskich 1918–1919
- 8 pułk strzelców Wielkopolskich 1918–1919
- 2 Dywizja Strzelców Wielkopolskich 1919
- 15 Dywizja Piechoty 1919–1939
- 15 Dywizja Piechoty 1945–1954
- 15 Dywizja Zmechanizowana 1954–1988
- 15 Baza Materiałowo–Techniczna 1988–1993

Doroczne święto dywizja obchodziła 15 lipca, w rocznicę bitwy pod Grunwaldem.
Odznaka dywizyjna
Odznaka w kształcie podwójnego krzyża o dolnych ramionach dłuższych (tzw. krzyż patriarchów), będącego herbem Władysława Jagiełły, od góry zwieńczonego złotą koroną. Krzyż o złotych krawędziach pokryty granatową emalią i obwiedziony żółtym pasem. Na górnym przecięciu ramion tarcza z herbem Olsztyna, na dolnym przecięciu tarcza z orłem jagiellońskim. Na ramionach wokół herbu Olsztyna złoty napis 15 WMDZ. Na dolne ramiona krzyża, po obu stronach osi odznaki dwa srebrne miecze grunwaldzkie. 
Odznaka o wymiarach 50x34 mm, zaprojektowana przez Jana Mazura i Wiesława Bartkowicza, wykonana została w pracowni grawerskiej Zygmunta Olszewskiego w Warszawie. 
Pierwsze odznaki wręczono 15 lipca 1994.

## Struktura organizacyjna (1995)
- dowództwo i sztab – Olsztyn
- 15 Brygada Zmechanizowana - Giżycko
- 20 Bartoszycka Brygada Zmechanizowana im. Hetmana Polnego Litewskiego Wincentego Gosiewskiego – Bartoszyce
- 4 Suwalska Brygada Kawalerii Pancernej im. gen. bryg. Zygmunta Podhorskiego – Orzysz
- 9 Bartoszycki pułk artylerii – Bartoszyce
- 15 Gołdapski pułk przeciwlotniczy – Gołdap
- 14 Suwalski pułk przeciwpancerny – Suwałki
- 3 batalion rozpoznawczy – Giżycko
- 15 Mazurski batalion saperów – Orzysz

## Dowódcy dywizji
- gen. bryg. Józef Kuczak (1993–1996)
- płk Lech Stefaniak